# Le città di pianura
Le città di pianura è un film del 2025 diretto da Francesco Sossai.

## Trama
Due spiantati cinquantenni sono ossessionati di bere l'ultimo bicchiere. Una sera incontrano un ragazzo, Giulio, timido studente di architettura e il modo di vedere il mondo e l'amore all'improvviso si trasforma pian piano mentre i tre girano tra i locali del Veneto.

## Produzione
Le riprese si sono svolte in diverse località del Veneto, principalmente nella pianura padana e nell'entroterra, tra cui Sedico, Feltrino, Padova, Chioggia e Treviso con particolare attenzione sul Memoriale Brion.

## Distribuzione
Il film è stato presentato in anteprima al Festival di Cannes 2025 nella sezione Un Certain Regard il 21 maggio 2025. Il film verrà poi distribuito da Lucky Red.

## Accoglienza
Il film ha ricevuto recensioni generalmente favorevoli dalla critica cinematografica italiana.
Il critico Alberto Crespi su La Repubblica scrive che "tra vitelloni, notti brave e un tesoro sepolto, il regista bellunese firma un film profondamente locale e sorprendentemente universale", mentre su Sentieri selvaggi Aldo Spiniello commenta che "il viaggio alcolico dei protagonisti ha un andamento sgangherato, proprio come il film, che sembra venire dagli anni ’90 eppure sa raccontare un mondo".